# Microcharon halophilus
Microcharon halophilus är en kräftdjursart som beskrevs av Yakov Avadievich Birstein och Ljovuschkin 1965. Microcharon halophilus ingår i släktet Microcharon och familjen Microparasellidae. Inga underarter finns listade i Catalogue of Life.